# Diócesis de Barahona
La diócesis de Barahona (en latín: Dioecesis Barahonensis) es una circunscripción eclesiástica de la Iglesia católica en la República Dominicana. Se trata de una diócesis latina, sufragánea de la arquidiócesis de Santo Domingo. Desde el 23 de febrero de 2015 su obispo es Andrés Napoleón Romero Cárdenas.

## Territorio y organización
La diócesis tiene 6975 km² y extiende su jurisdicción sobre los fieles católicos de rito latino residentes en las provincias de Barahona, Bahoruco, Independencia y Pedernales.
La sede de la diócesis se encuentra en la ciudad de Barahona, en donde se halla la Catedral de Nuestra Señora del Rosario.
En 2022 en la diócesis existían 24 parroquias.

## Historia
La diócesis fue erigida el 24 de abril de 1976 con la bula Ad animarum del papa Pablo VI, obteniendo el territorio de la diócesis de San Juan de la Maguana. Fue su primer obispo Fabio Mamerto Rivas Santos.

## Estadísticas
Según el Anuario Pontificio 2023 la diócesis tenía a fines de 2022 un total de 249 000 fieles bautizados.
| Año                                                                             | Población            | Población | Población      | Sacerdotes | Sacerdotes    | Sacerdotes    | Bautizados por sacerdote | Diáconos permanentes | Religiosos | Religiosos | Parroquias |
| Año                                                                             | Bautizados católicos | Total     | % de católicos | Total      | Clero secular | Clero regular | Bautizados por sacerdote | Diáconos permanentes | Varones    | Mujeres    | Parroquias |
| ------------------------------------------------------------------------------- | -------------------- | --------- | -------------- | ---------- | ------------- | ------------- | ------------------------ | -------------------- | ---------- | ---------- | ---------- |
| 1976                                                                            | ?                    | 223 290   | ?              | 17         | 2             | 15            | 0                        |                      | 15         | 48         | 11         |
| 1980                                                                            | 247 000              | 309 000   | 79.9           | 25         | 3             | 22            | 9880                     |                      | 22         | 49         | 12         |
| 1990                                                                            | 192 000              | 320 000   | 60.0           | 21         | 8             | 13            | 9142                     |                      | 15         | 53         | 12         |
| 1999                                                                            | 204 750              | 360 857   | 56.7           | 20         | 9             | 11            | 10 237                   | 1                    | 11         | 33         | 13         |
| 2000                                                                            | 210 750              | 385 857   | 54.6           | 27         | 9             | 18            | 7805                     | 1                    | 18         | 33         | 13         |
| 2001                                                                            | 197 262              | 361 110   | 54.6           | 24         | 15            | 9             | 8219                     | 2                    | 9          | 12         | 15         |
| 2002                                                                            | 203 000              | 372 000   | 54.6           | 24         | 15            | 9             | 8458                     | 2                    | 9          | 45         | 17         |
| 2003                                                                            | 203 000              | 379 000   | 53.6           | 26         | 15            | 11            | 7807                     | 2                    | 11         | 45         | 20         |
| 2004                                                                            | 183 588              | 342 759   | 53.6           | 25         | 13            | 12            | 7343                     | 2                    | 12         | 45         | 20         |
| 2006                                                                            | 191 000              | 357 000   | 53.5           | 28         | 15            | 13            | 6821                     | 1                    | 13         | 40         | 20         |
| 2013                                                                            | 212 000              | 387 000   | 54.8           | 29         | 15            | 14            | 7310                     | 2                    | 17         | 43         | 23         |
| 2015                                                                            | 220 000              | 404 900   | 54.3           | 27         | 15            | 12            | 8148                     | 4                    | 12         | 50         | 24         |
| 2018                                                                            | 226 290              | 416 550   | 54.3           | 30         | 13            | 30            | 7543                     | 3                    | 17         | 53         | 24         |
| 2020                                                                            | 245 500              | 452 000   | 54.3           | 24         | 13            | 11            | 10 229                   | 3                    | 12         | 48         | 24         |
| 2022                                                                            | 249 000              | 460 000   | 54.1           | 28         | 12            | 16            | 8892                     | 3                    | 18         | 47         | 24         |
| Fuente: Catholic-Hierarchy, que a su vez toma los datos del Anuario Pontificio. |                      |           |                |            |               |               |                          |                      |            |            |            |

## Episcopologio
| Foto | Escudo | Nombre                               | Período                                               |
| ---- | ------ | ------------------------------------ | ----------------------------------------------------- |
|      |        | Fabio Mamerto Rivas Santos, S.D.B. † | 24 de abril de 1976-7 de diciembre de 1999 renunció   |
|      |        | Rafael Leónidas Felipe y Núñez       | 7 de diciembre de 1999-23 de febrero de 2015 retirado |
|      |        | Andrés Napoleón Romero Cárdenas      | Desde el 23 de febrero de 2015                        |